# Aeropuerto de Aripuanã
Aeropuerto de Aripuanã (IATA: AIR, OACI: SSOU), es el aeropuerto que da servicio a Aripuanã, Brasil.

## Aerolíneas y destinos
| Aerolíneas   | Destinos      |
| ------------ | ------------- |
| Azul Conecta | Cuiabá, Juína |

## Acceso
El aeropuerto está ubicado a 3 km (2 millas) del centro de Aripuanã.